# Angüés
Angüés è un comune spagnolo di 367 abitanti situato nella comunità autonoma dell'Aragona.

Fa parte della comarca della Hoya de Huesca.